# Chilecito

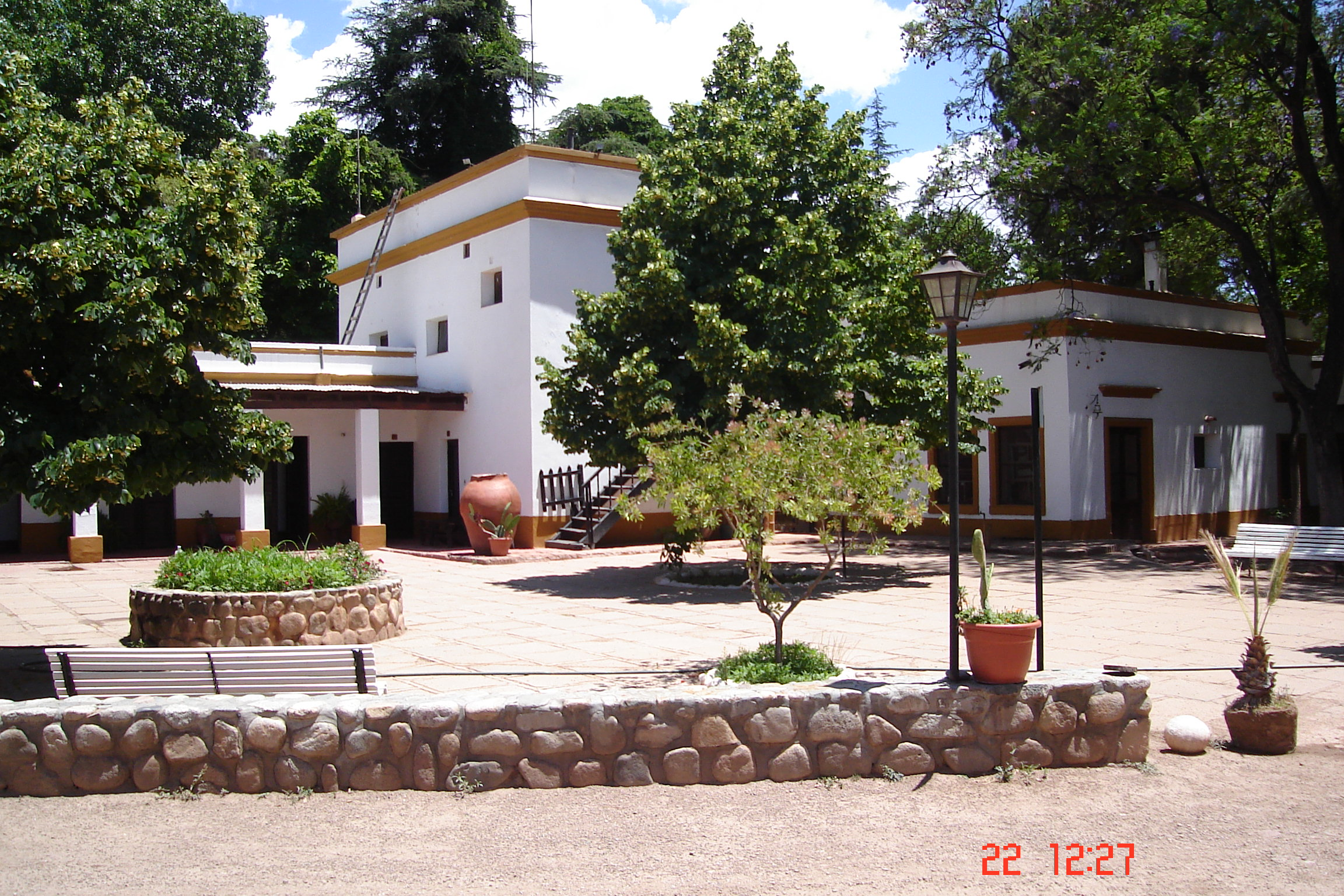
Samay Huasi, una propiedad histórica en Chilecito.

Chilecito es una ciudad de la provincia de La Rioja, Argentina, cabecera del departamento homónimo. Se encuentra situada en el Valle Antinaco-Los Colorados, rodeado por los cordones de la sierra de Velasco, al este, y la sierra de Famatina, al oeste.

## Historia
En las inmediaciones de Chilecito se encuentran las ruinas de las Tamberías del Inca, un complejo incaico que habría servido como centro administrativo y de control de la actividad minera en la región, especialmente de las vetas de oro y plata del cerro General Belgrano. El sitio arqueológico conserva recintos, kallankas, restos de una muralla perimetral y un ushnu, elementos característicos de la arquitectura estatal incaica. Según investigaciones arqueológicas, habría funcionado como una pequeña fortificación ocupada por una guarnición del Ejército del Imperio incaico destinada a resguardar la explotación minera.
La ciudad de Chilecito fue fundada el 19 de febrero de 1715 por el colonizador español Domingo de Castro y Bazán, con el nombre de Villa Santa Rita. Posteriormente, pasó a denominarse Villa Argentina y, más tarde, adoptó su nombre actual. 
A fines del siglo XIX, la ciudad experimentó un auge minero vinculado principalmente a la explotación aurífera, cuyo símbolo más destacado es el Cablecarril de Chilecito, que conectaba la ciudad con la mina La Mejicana en la cima del cerro General Belgrano. Esta infraestructura, actualmente declarada Monumento Histórico Nacional, constituye un testimonio relevante de la ingeniería minera de la época.
La zona circundante a Chilecito conforma un oasis de regadío, cuya superficie cultivada se ha expandido gracias al uso complementario de aguas subterráneas. Los principales cultivos son la vid y el olivo, destinados en gran parte a la producción vitivinícola y aceitera, respectivamente. También se cultivan nogales y diversos frutales, cuyos productos se procesan localmente en establecimientos industriales, siendo las bodegas el sector productivo más relevante.
En 2004, la Sede Universitaria Chilecito, dependiente de la Universidad Nacional de La Rioja, se transformó en la Universidad Nacional de Chilecito mediante la sanción de la Ley Nacional N.º 25.813, concretando un proyecto impulsado por la comunidad local durante casi tres décadas.

## Toponimia
El topónimo «Chilecito» estaría basado en el nombre aborigen de la región, Chileoito o Chiloe (‘tierra roja’ o ‘de color rojo’).[cita requerida]
Otras versiones indican que el nombre tiene relación con la República de Chile, dada la cantidad de mineros de dicho país que arribaron a la zona por trabajar el oro del cerro Famatina a fines del siglo XIX.[cita requerida]
De acuerdo con el Archivo General de la Nación, se ha encontrado escritos de 1700 donde se menciona la región bajo el nombre «Puerta de Chile», lo que da la pauta de que este nombre ya estaba instalado desde la época de la colonia.[cita requerida]
En el mapa del geógrafo español Juan de la Cruz Cano y Olmedilla de 1775 el territorio aparece como parte del reino de Chile, por lo que el nombre «Puerta de Chile» tiene relación a su proximidad con la frontera.

## Cultura

### Santa Patrona
- En 1989, la iglesia del Sagrado Corazón de Jesús, templo principal de la ciudad, fue declarada Santuario Diocesano de Santa Rita.
- 22 de mayo: fiesta patronal de Santa Rita de Casia, con procesión en «Plaza Caudillos Federales».

## Geografía

### Población
Cuenta con 60 175 habitantes (Indec, 2022), lo que representa un incremento del 78,4 % frente a los 33 724 habitantes (Indec, 2010) del censo anterior.
La ciudad forma un aglomerado urbano que incluye las localidades cercanas de Anguinán, Los Sarmientos, San Miguel y La Puntilla.
| Gráfica de evolución demográfica de Chilecito entre 1869 y 2022                                  |
|                                                                                                  |
| Fuente: censos nacionales del INDEC (1991-2022) y IV Censo de la República Argentina (1869-1947) |

### Sismicidad
La sismicidad de la región de La Rioja es frecuente y de intensidad baja, y un silencio sísmico de terremotos medios a graves cada 30 años en áreas aleatorias.
Sus últimas expresiones se produjeron en las siguientes fechas:
- 12 de abril de 1899, a las 16:10 UTC−3, con 6,4 escala Richter; como en toda localidad sísmica, aun con un silencio sísmico corto, se olvida la historia de otros movimientos sísmicos regionales (terremoto de La Rioja de 1899).
- 24 de octubre de 1957, a las 22:07 UTC−3, con 6,0 Richter (terremoto de Villa Castelli de 1957): además de la gravedad física del fenómeno, se unió el olvido de la población a estos eventos recurrentes.
- 28 de mayo de 2002, a las 0:03 UTC−3, con 6,0 escala Richter (terremoto de La Rioja de 2002).[5]

### Clima
Presenta un clima caluroso y desértico (BWh según la clasificación climática de Köppen).
| Parámetros climáticos promedio de Chilecito, La Rioja                                                     | Parámetros climáticos promedio de Chilecito, La Rioja | Parámetros climáticos promedio de Chilecito, La Rioja | Parámetros climáticos promedio de Chilecito, La Rioja | Parámetros climáticos promedio de Chilecito, La Rioja | Parámetros climáticos promedio de Chilecito, La Rioja | Parámetros climáticos promedio de Chilecito, La Rioja | Parámetros climáticos promedio de Chilecito, La Rioja | Parámetros climáticos promedio de Chilecito, La Rioja | Parámetros climáticos promedio de Chilecito, La Rioja | Parámetros climáticos promedio de Chilecito, La Rioja | Parámetros climáticos promedio de Chilecito, La Rioja | Parámetros climáticos promedio de Chilecito, La Rioja | Parámetros climáticos promedio de Chilecito, La Rioja |
| Mes | Ene.                                                  | Feb.                                                  | Mar.                                                  | Abr.                                                  | May.                                                  | Jun.                                                  | Jul.                                                  | Ago.                                                  | Sep.                                                  | Oct.                                                  | Nov.                                                  | Dic.                                                  | Anual                                                 |
| --- | ----------------------------------------------------- | ----------------------------------------------------- | ----------------------------------------------------- | ----------------------------------------------------- | ----------------------------------------------------- | ----------------------------------------------------- | ----------------------------------------------------- | ----------------------------------------------------- | ----------------------------------------------------- | ----------------------------------------------------- | ----------------------------------------------------- | ----------------------------------------------------- | ----------------------------------------------------- |
| Temp. máx. abs. (°C)                                                                                      | 43.1                                                  | 42.0                                                  | 40.5                                                  | 38.5                                                  | 38.2                                                  | 35.5                                                  | 34.9                                                  | 38.5                                                  | 40.0                                                  | 41.5                                                  | 43.7                                                  | 44.3                                                  | 44.3                                                  |
| Temp. máx. media (°C)                                                                                     | 33.7                                                  | 32.0                                                  | 29.9                                                  | 25.5                                                  | 21.0                                                  | 18.3                                                  | 18.0                                                  | 21.6                                                  | 25.0                                                  | 28.7                                                  | 31.7                                                  | 33.7                                                  | 26.6                                                  |
| Temp. media (°C)                                                                                          | 25.7                                                  | 24.4                                                  | 22.3                                                  | 18.1                                                  | 13.6                                                  | 10.3                                                  | 9.5                                                   | 13.1                                                  | 16.6                                                  | 20.7                                                  | 23.2                                                  | 25.6                                                  | 18.6                                                  |
| Temp. mín. media (°C)                                                                                     | 19.1                                                  | 17.7                                                  | 16.2                                                  | 11.8                                                  | 6.8                                                   | 2.7                                                   | 1.5                                                   | 3.9                                                   | 7.8                                                   | 12.6                                                  | 16.1                                                  | 18.4                                                  | 11.2                                                  |
| Temp. mín. abs. (°C)                                                                                      | 9.3                                                   | 8.5                                                   | 2.4                                                   | 0.4                                                   | −5.1                                                  | −7.7                                                  | −7.7                                                  | −6.9                                                  | −5.4                                                  | −2.0                                                  | 1.3                                                   | 6.8                                                   | −7.7                                                  |
| Precipitación total (mm)                                                                                  | 45.0                                                  | 31.0                                                  | 32.0                                                  | 9.0                                                   | 5.0                                                   | 6.0                                                   | 5.0                                                   | 4.0                                                   | 4.0                                                   | 5.0                                                   | 21.0                                                  | 22.0                                                  | 189                                                   |
| Días de precipitaciones (≥ )                                                                              | 4                                                     | 4                                                     | 4                                                     | 2                                                     | 1                                                     | 1                                                     | 1                                                     | 0.7                                                   | 0.9                                                   | 1                                                     | 3                                                     | 3                                                     | 25.6                                                  |
| Humedad relativa (%)                                                                                      | 60                                                    | 63                                                    | 66                                                    | 66                                                    | 64                                                    | 64                                                    | 61                                                    | 52                                                    | 52                                                    | 54                                                    | 57                                                    | 57                                                    | 59.7                                                  |
| Fuente: Servicio Meteorológico Nacional (temperaturas medias 1991 - 2020) Temperaturas extremas 1989-2019 |                                                       |                                                       |                                                       |                                                       |                                                       |                                                       |                                                       |                                                       |                                                       |                                                       |                                                       |                                                       |                                                       |

## Turismo

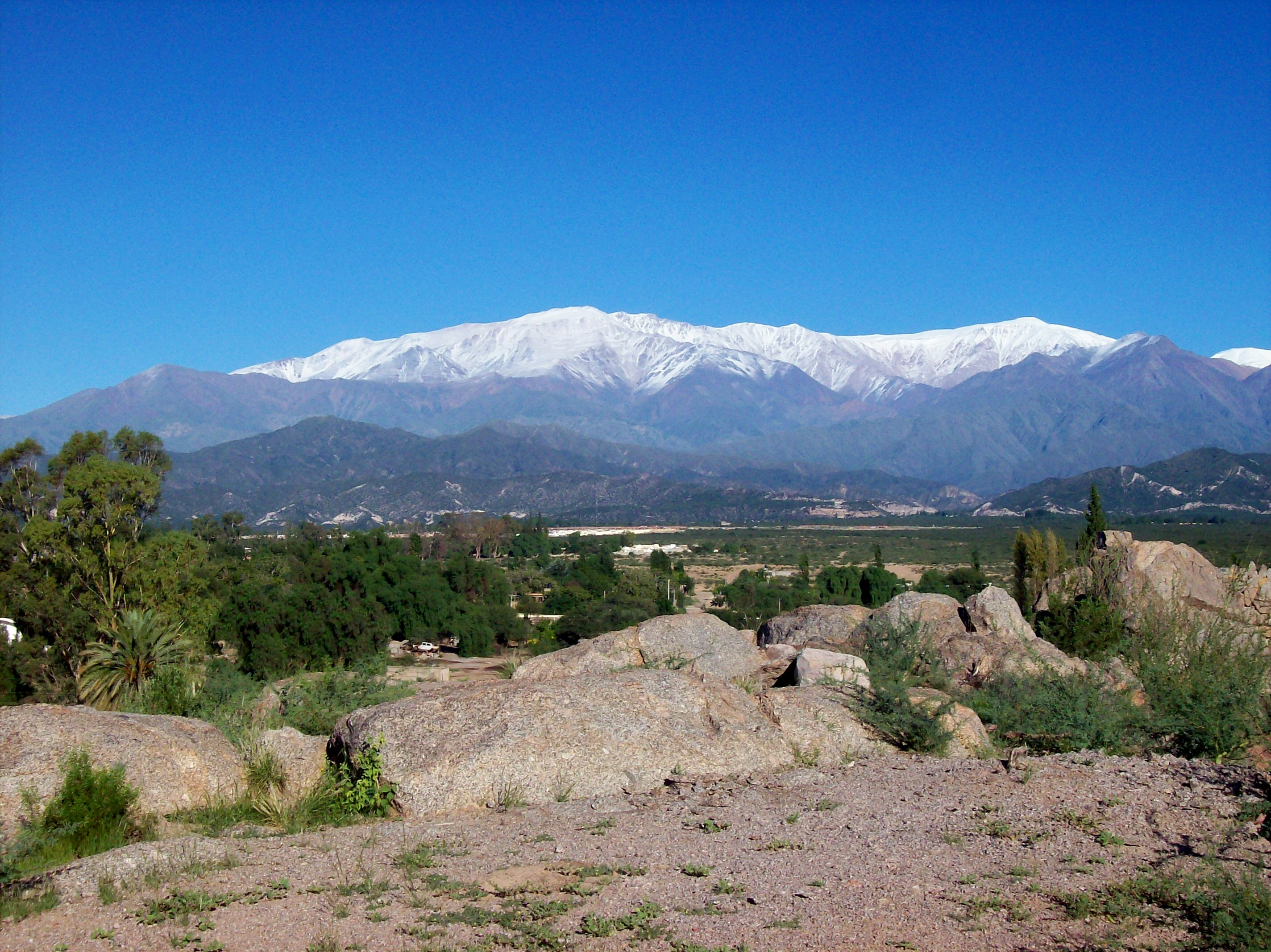
Sierras de Famatina vistas desde Chilecito

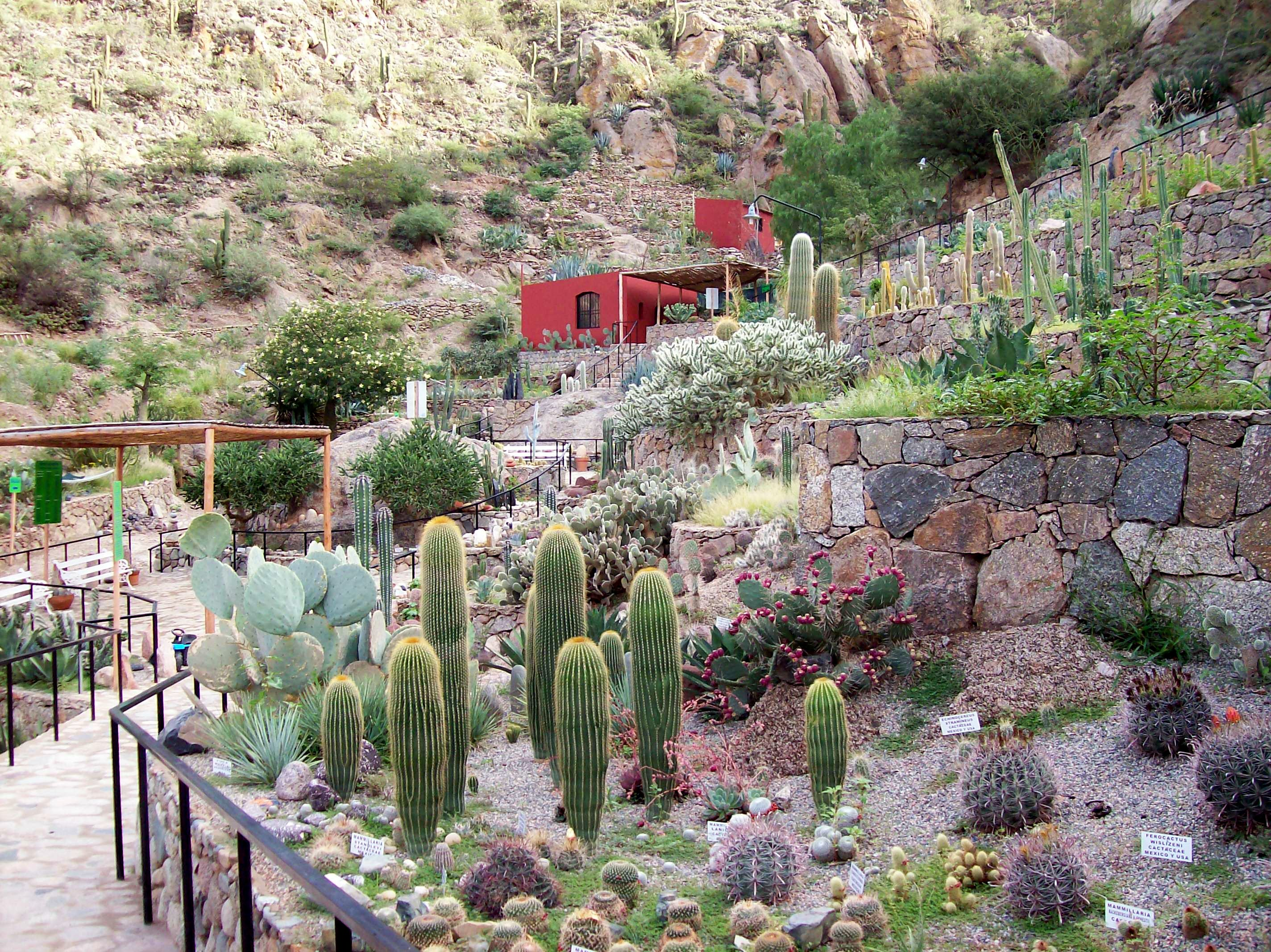
Museo botánico y arqueológico Chirau Mita

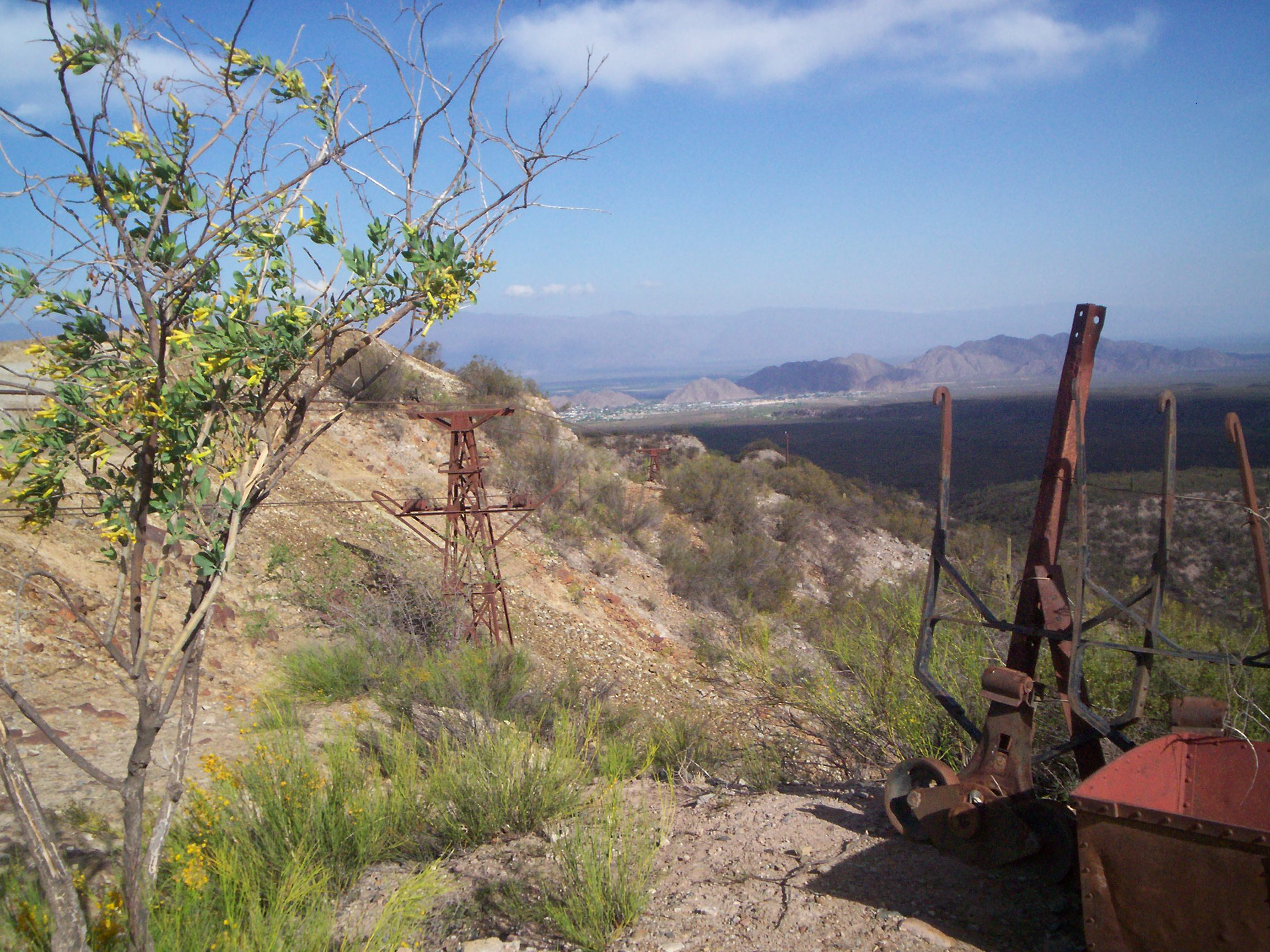
La antigua mina

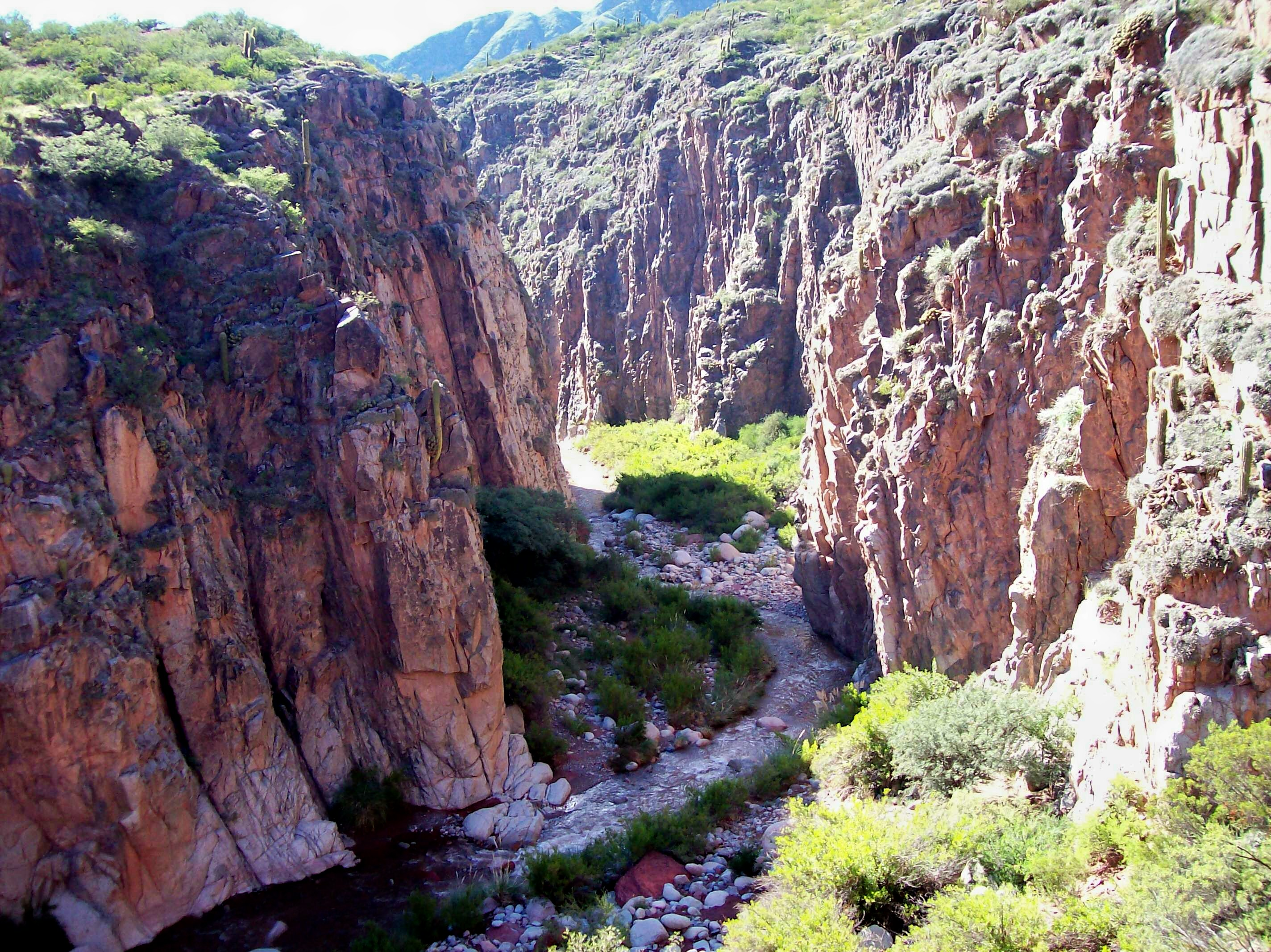
Río Miranda

- Museo molino de «San Francisco», Chilecito.
- Museo del cablecarril de la minería, sobre la economía minera; muestra de la arqueología industrial.
- Plaza Museo, en Santa Florentina, 7 km de Chilecito.
- Museo Samay Huasi, en San Miguel: ciencias naturales, minería, flora, fauna, objetos de su dueño el fundador de la Universidad Nacional de La Plata, Joaquín Víctor González.
- Museo Nocenta Pisetta, en San Miguel: museo de la escultora italiana Inocenta Turra de Pisseta.
- Jardín botánico Chirau Mita, en la Puntilla, «el jardín más bonito de la Argentina»: museo botánico y de los pueblos originarios (diaguitas, gauchos, inmigrantes).
- Nonogasta (solar natal del Dr. Joaquín V. González), a 15 km de Chilecito, valioso centro histórico, con actividad agrícola, vitivinícola e industrial.
- Cuesta de Miranda, bello y espectacular camino de montaña, de 10 km, con faldeos ocre-rojizo profundos, cornisas, desfiladeros, con el «Mirador El Bordo Atravesado», a 2020 m s. n. m. (metros sobre el nivel del mar).

### Turismo de capillas

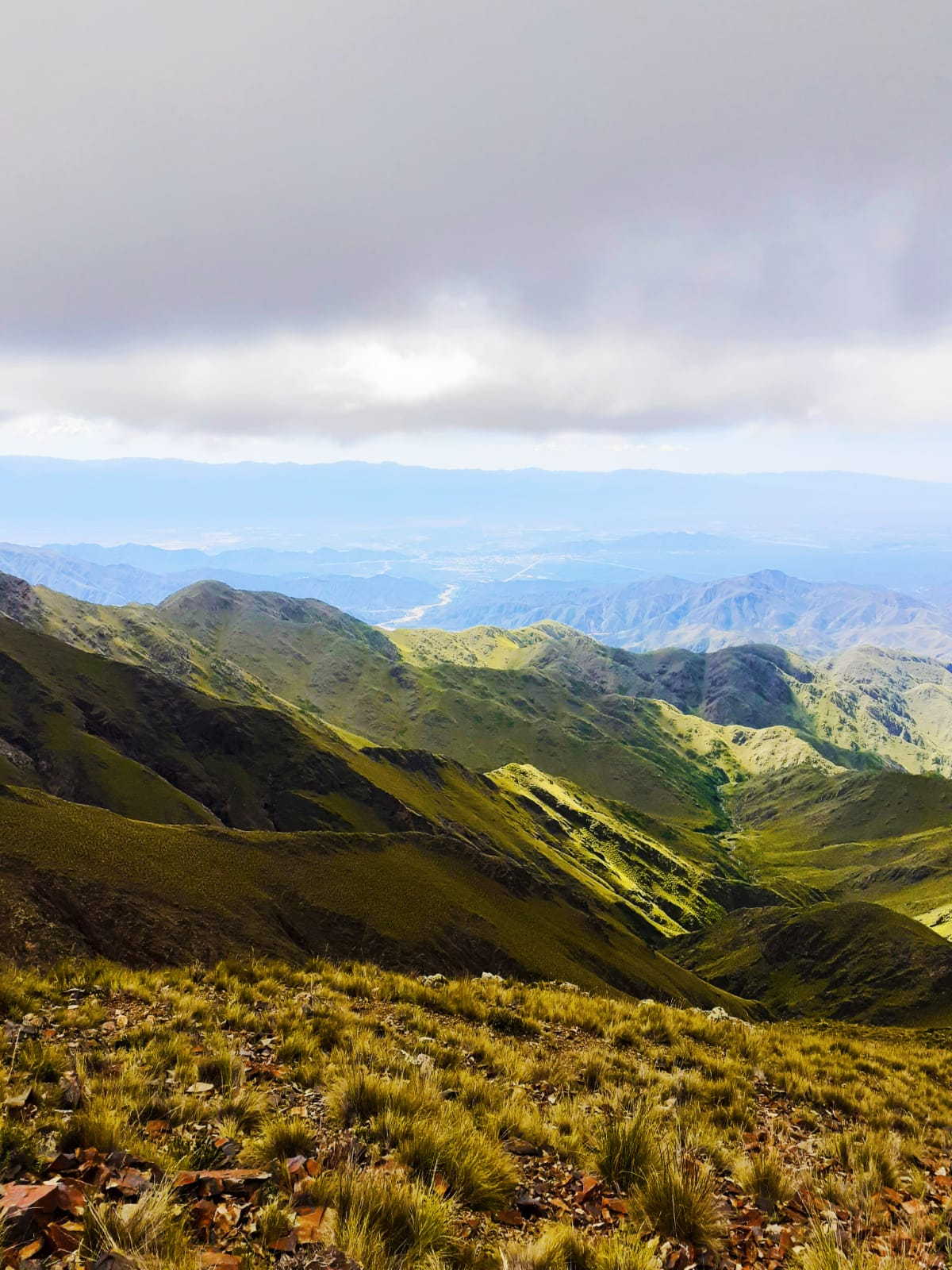
Cerro La Viuda, uno de los picos de Las Sierras del Famatina, a (metros sobre el nivel del mar).

- Capilla de la Virgen de la Merced, en La Puntilla, atesora un cuadro de Bartolomé Murillo. Es Monumento Histórico Nacional.
- Santuario de Santa Rita de Casia, emplazado en la iglesia del Sagrado Corazón de Jesús frente al paseo principal de Chilecito.

### Turismo minero
- El funicular de Chilecito, hoy llamado «Cablecarril Mina La Mejicana».
- Hornos de fundición de minerales, desde principios del siglo XVIII hasta la puesta en funcionamiento del horno de fundición de Santa Florentina, en 1907.
- Santa Florentina, el horno más importante del circuito, en ruinas.
- Nonogasta, horno.
- Vichigasta, horno.
- Patayaco, horno.
- San Miguel, restos conservados.
- Capayán, Tilimuqui y Santa Florentina: trapiches.

### Cable Carril Chilecito - La Mejicana

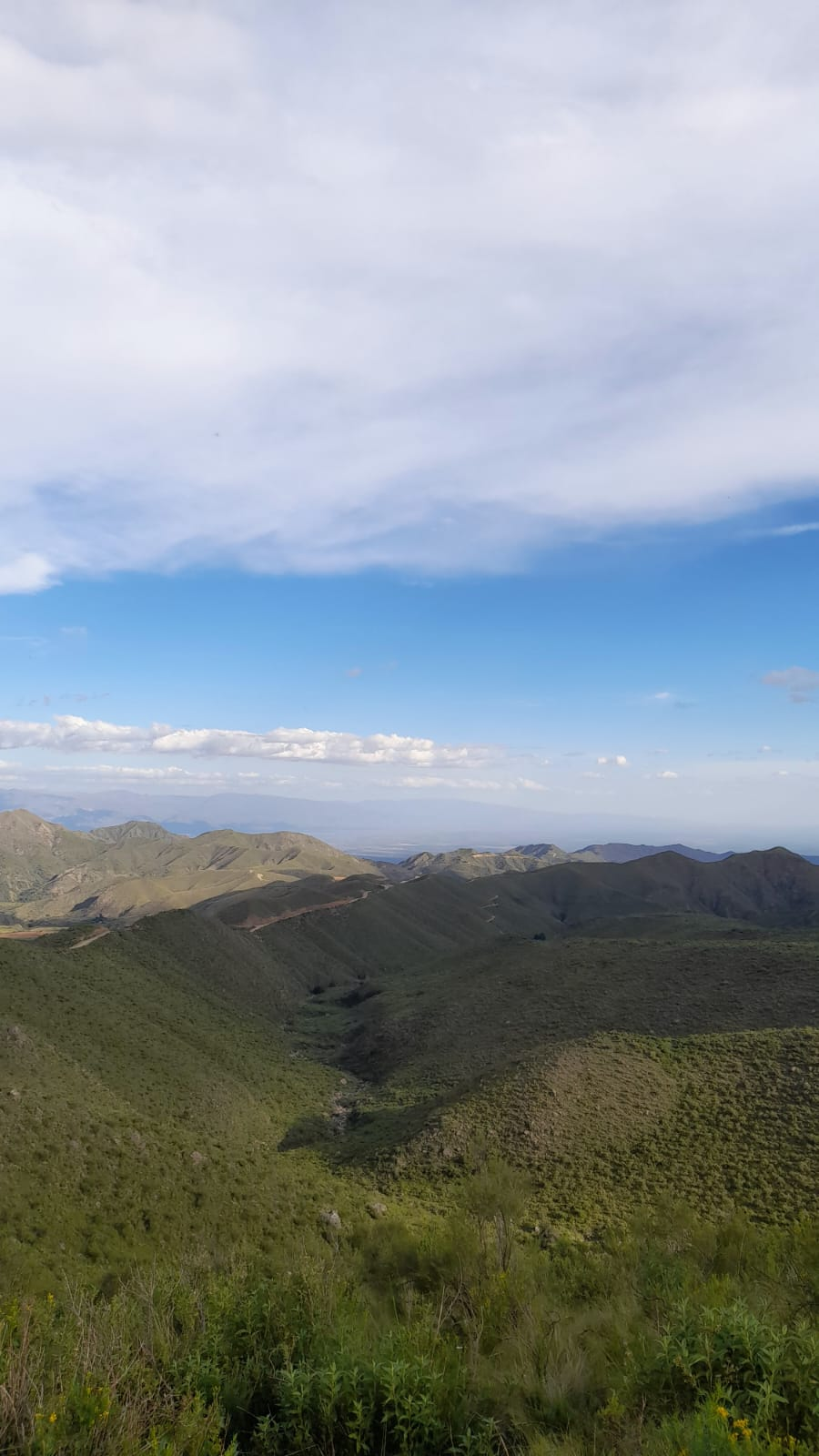
El Vallecito, Chilecito, La Rioja.

#### Recorrido del Cable Carril por 34328km, desde Chilecito a la Mina La Mejicana, ubicada en lasSierras del Famatina.
- Estación N°1: «Chilecito» (1076m s. n. m.) 29°10′49.42″S 67°29′30.53″O / -29.1803944, -67.4918139.
- Estación N°2: «El Durazno» (1539m s. n. m.) 29°7′58.97″S 67°33′56.13″O / -29.1330472, -67.5655917.
- Estación N°3: «El Parrón» (1975m s. n. m.) 29°5′20.74″S 67°38′11.98″O / -29.0890944, -67.6366611.
- Estación N°4: «Siete Cuestas» (2540m s. n. m.) 29°4′7.60″S 67°39′28.80″O / -29.0687778, -67.6580000.
- Estación N°5: «Cueva de Romero» (2689m s. n. m.) 29°2′55.57″S 67°40′48.00″O / -29.0487694, -67.6800000.
- Estación N°6: «El Cielito» (3244m s. n. m.) 29°2′19.43″S 67°41′46.40″O / -29.0387306, -67.6962222.
- Estación N°7: «Calderita Nueva» (3941m s. n. m.) 29°1′56.90″S 67°43′7.82″O / -29.0324722, -67.7188389.
- Estación N°8: «Los Bayos» (4371m s. n. m.) 29°0′56.57″S 67°44′38.07″O / -29.0157139, -67.7439083.
- Estación N°9: «La Mejicana» (4604m s. n. m. 29°0′45.32″S 67°46′29.78″O / -29.0125889, -67.7749389.